# Нарспи (мюзикл)
«Нарспи́» — поставленный в марте 2008 года на подмостках Чувашской государственной филармонии в Чебоксарах первый чувашский мюзикл. Создан по поэме Константина Иванова «Нарспи».
В работе оказывали финансовую поддержку Правительство Чувашской Республики (создатели мюзикла выиграли в 2006 году конкурс грантов Президента Чувашии для творческих проектов профессиональных коллективов, размер гранта составил 1 миллион рублей) и спонсоры.
В 2008—2014 годах осуществлено около 30 показов мюзикла, которые посетило свыше 17 тысяч человек.

## История создания мюзикла
Идея постановки родилась двадцатью годами ранее, в 1989 году, когда Н. Казаков и Б. Чиндыков были на гастролях с Чувашским академическим драматическим театром в Самарской области и обратили внимание, что привезенный спектакль «Нарспи» близок людям старшего поколения, но не трогает молодежь. Стало очевидно, что нужна новая постановка: 

…мы поехали с Чувашским академическим театром в Самарскую область на гастроли. Там как раз играли «Нарспи». Спектакль возили по деревням. Запомнилось, как артисты выступали на какой-то тележке на поляне, где собирается вся деревня. Тогда идея пришла в голову Борису. Он сказал: «Давай напишем новый вариант «Нарспи».— Николай Казаков

Нам тогда было по 25 лет, и мы написали произведения о молодёжи и для молодёжи. Не случайно творческий коллектив мюзикла состоит именно из молодых артистов. Сюжет остался практически без изменений.— Николай Казаков

## Создатели
Музыка Николая Казакова. Либретто Бориса Чиндыкова. Аранжировка и оркестровка Валерия Игнатьева.

## Постановки

### Персонажи и исполнители
Главные роли на премьерных показах 20—21 марта 2008 года исполнили Наталья Ильц (Нарспи) и Александр Васильев (Сетнер). 

В сезоне 2010—2011 гг. и позже роль Нарспи, после ухода из коллектива Натальи Ильц, исполняли Александра Казакова и Алина Кудрявцева. Роль Тохтамана исполнял Константин Ефремов.

### Постановочная группа
- Художественный руководитель — Валентина Салихова,
- Режиссёр — Андрей Сергеев,
- Художник — Валентин Фёдоров,
- Хореографы — Кристина Игнатьева и Евгения Устинова.

### Гастрольные постановки
- В Татарстане (Казань, 2008; показаны отрывки из мюзикла)[5].
- В Самарской области (Самара, КДЦ им. Литвинова, апрель 2011)[6].
- В Ульяновской области (Ульяновск, ДК «Губернаторский», июнь 2011)[10].
- В Башкирии (Уфа, ДК «Нефтяник», июнь 2012)[14][15].

## Отзывы
Роза Лизакова, министр культуры, по делам национальностей, информационной политики и архивного дела Чувашской Республики в 2008—2012 годах: 

…впервые в истории чувашского искусства создана рок-опера «Нарспи» (композитор Николай Казаков, автор либретто Борис Чиндыков). Создатели этого проекта удостоены Государственной премии Чувашии. Мюзикл звучит на чувашском языке, очень нравится молодому зрителю, все эти четыре года, пока он идёт на сцене, собирает полные залы. Это ли не показатель востребованности родного языка, современного национального искусства?— Интервью Р.М. Лизаковой, 2012 год

## Награды
- Государственная премия Чувашской Республики 2008 года в области литературы и искусства — творческому коллективу государственного учреждения культуры «Чувашская государственная филармония» в составе Казакова Николая Ниловича, композитора, Салиховой Валентины Геннадьевны, художественного руководителя, Сергеева Андрея Юрьевича, режиссера-постановщика, Васильева Александра Вадимовича, исполнителя партии Сетнера, — за постановку рок-оперы «Нарспи» (Указ Президента Чувашской Республики от 19 июня 2009 № 38)[17][18][19].
- Благодарности Главы Чувашской Республики — Константину Ефремову за роль Тохтамана, Александре Салиховой (Казаковой) за роль Нарспи (2014)[4].